# Evoland 2
Evoland 2: A Slight Case of Spacetime Continuum Disorder es un videojuego de rol de 2015 desarrollado y distribuido por Shiro Games, una empresa de desarrolladores francesa que radica en Burdeos. Evoland 2 fue primeramente publicado para Windows el 25 de agosto de 2015 y luego para OS X el 17 de diciembre de 2015. Es la secuela de Evoland.

## Desarrollo y publicación

### Plataformas
Luego del éxito de Evoland, Shiro Games decidió crear su secuela con nuevos personajes, monstruos y jefes, nuevos estilos de juego, un nuevo minijuego de cartas y tiempo de juego extendido. Esta versión fue lanzada para Windows en 2015. El juego fue publicado para OS X cuatro meses después. Está planeada otra versión para Linux.

## Jugabilidad
Evoland 2 es la secuela y sucesor espiritual del original Evoland, con su estilo gráfico similarmente cambiando a medida que el jugador viaja por el tiempo y sus variados estilos de jugabilidad van siendo revelados a medida que el jugador avanza en la línea histórica. El escenario está basado en el viaje en el tiempo y diferentes estilos de juego los cuales están enlazados a la historia y a las acciones del jugador. Estos estilos de juego rinden tributo a videojuegos más antiguos en los cuales los desarrolladores se inspiraron. El juego también presenta una mayor y más fuerte narrativa que el primer juego.
La historia de Evoland 2 toma a jugadores a través de cuatro períodos de tiempo diferentes, cada uno con su propia configuración histórica y arte gráfico que encajan con los gráficos de Game Boy, gráficos en 8 bits, en 16 bits y en 3D. El jugador controla a un personaje llamado Kuro, el cual entabla amistado con una chica llamada Fina. Los dos viajan juntos y conocen diferentes personajes con el objetivo de determinar el destino del mundo. La historia toma lugar en una guerra entre el Imperio y los Demonios de Demonia. Saltando a través del tiempo, los jugadores pueden cambiar las consecuencias en el futuro para alterar el mundo, idea inspirada Chrono Trigger.
La mayoría del sistema de pelea del videojuego está en batallas en tiempo real y batallas por turnos; además, se agregó el modo de plataformas en algunos mapas vista en juegos como Super Mario 3D World, la mecánica de matamarcianos vista en juegos como Axelay, de peleas vista en juegos como Street Fighter, beat'em up vista en juegos como Final Fight y de estrategia por turnos vista en juegos como Fire Emblem; fuera de la batalla, el personaje es usualmente guiado a través de un ángulo de arriba hacia abajo, pero también se agregó la trivia vista en juegos como Profesor Layton, minijuegos como Pong o como la culebra, y un minijuego musical. Durante el escape de la cárcel, se usó la mecánica de sigilo visto en Metal Gear. En adición a completar el modo historia, los jugadores también pueden intentar encontrar objetos coleccionables escondidos, como estrellas (30 en total), cartas, Maana y Metal de Orikon.
Además, existe un minijuego de cartas que uno puede jugar como misión secundaria.

## Recepción
El juego fue recibido por críticos con un grado promedio de 74 de 100 en Metacritic. Las críticas han alabado al juego por extender la cantidad de horas de juego y por incluir tantas referencias a videojuegos anteriores. Una crítica afirma que "Evoland 2 vino con una gran forma de integrar sus cambios gráficos en la narrativa, y tiene éxito siendo un juego serio el cual cambia entre las eras de los RPGs." Sin embargo, algunos han criticado que el juego depende demasiado de la nostalgia. Otra crítica también dijo que el precio de 19.99 era muy caro para el juego.
Evoland 2 fue premiado con el Premio Innovación en la European Indie Game Days de 2015.